# Snack Bar Budapest
Snack Bar Budapest è un film del 1988 diretto da Tinto Brass.
La pellicola, con protagonista Giancarlo Giannini, è liberamente tratta dal romanzo omonimo di Marco Lodoli e Silvia Bre.

## Trama
Un avvocato di mezza età, corrotto e radiato dall'albo, accompagna in un'imprecisata località balneare la fidanzata Milena per farla abortire. Qui incontra "Molecola", un diciassettenne capo d'una banda di prostitute e picchiatori che intende trasformare l'intera zona in una sorta di Las Vegas italiana. 
 Inizialmente l'avvocato appoggia l'ambizioso progetto del giovane gangster, ma ben presto la loro amicizia si trasforma in un gioco pericoloso, che sfocerà in un'apocalisse di violenza.

## Produzione

### Riprese
Non si menziona la località balneare che fa da sfondo al film, le targhe di tutte le automobili hanno sigla TB (Tinto Brass), ma si tratta del Lido di Ostia, sul litorale romano: riconoscibilissimi il lungomare, alcuni edifici, le targhe stradali di Via delle Sirene (la via è anche nominata da uno dei personaggi) e le dune di Castel Porziano.

## Colonna sonora
La colonna sonora del film fu composta da Zucchero Fornaciari; da ricordare Sei di mattino, brano quasi sconosciuto alla gran parte del pubblico e Dune mosse, inserito nell'album Blue's.

## Citazioni
Il film propone diverse auto-citazioni dal cinema di Brass: ad esempio durante la rissa al Cine Tabù, uno dei teppisti grida "Chi lavora è perduto!", titolo dell'omonimo film diretto da Brass nel 1963. Nella sequenza al cinema a luci rosse, si vede proiettato un successo di Tinto Brass, La chiave, uscito cinque anni prima, proprio una scena in cui c'è un cameo del regista; un doppio cameo poiché nel film compare nel ruolo di un magistrato senza scrupoli.